# Unsane
Unsane är en amerikansk dramafilm från 2018 regisserad av Steven Soderbergh. Filmen spelades in helt och hållet med en iPhone 7.

## Handling
Filmen handlar om Sawyer Valentini, som är utsatt för en mycket aggressiv stalker, David Strine. Hon skaffar ett kontaktförbud mot honom. Hon lämnar sitt jobb. Hon flyttar till en annan stad. Men vart hon än vänder sig så ser hon fortfarande sin stalker. Hennes misstänksamhet får henne att söka psykologisk hjälp. Hennes psykolog anser att hon är paranoid och får henne intagen på en mentalvårdsanstalt mot sin vilja.

## Rollista (i urval)
| Claire Foy     | – Sawyer Valentini |
| Joshua Leonard | – David Strine     |